# Hôtel de Lignéville (Châtillon-sur-Saône)
L'hôtel de Lignéville est une maison de ville datée de 1554 au dessus de sa porte et située dans le village de Châtillon-sur-Saône dans le Sud-Ouest du département des Vosges en région Grand Est. Il est classé monument historique depuis 1984.

## Une maison de style renaissance
La façade de l'hôtel de Lignéville est d'inspiration renaissance. La porte est encadrée de chaque côté de deux colonnes doriques et surmontée d'un fronton triangulaire. Les fenêtres à meneaux du rez-de-chaussée et du premier étage sont simples. Comme la plupart des maisons médiévales et Renaissance de Châtillon-sur-Saône, la maison dispose d'une entrée de cave à berceaux.

## Une attribution incertaine
La maison a été dénommée « hôtel de Lignéville » en hommage à Christophe de Ligniville qui a fait construire un hôtel particulier à Châtillon-sur-Saône à proximité immédiate du château et dont il ne subsiste qu'une pierre sculptée composée de son écu entouré du collier de l'ordre de Saint-Michel. Cependant, aucune information précise ne permet d'attribuer cette maison à la famille de Ligniville. Les larges fenêtres du rez-de-chaussée, l'immense cave à deux entrées font penser à une maison de marchand aisé ayant une activité viticole. En 1554, un candidat sérieux serait le prévôt de l'époque, Jean Demongeot. Mais cette attribution reste hypothétique.